# Josua-Rolle

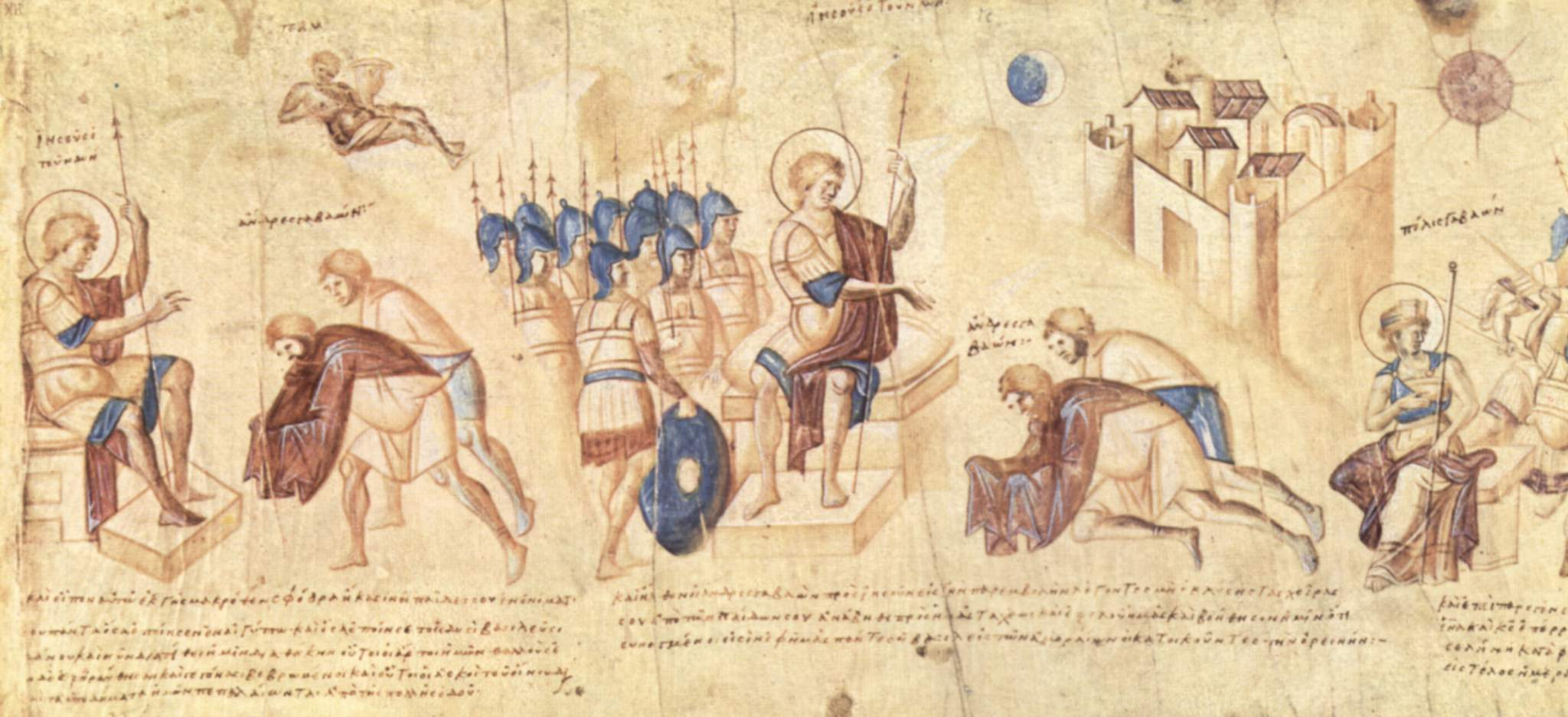
Josua-Rolle: Josua und die beiden Spitzel, 10. Jh.

Die Josua-Rolle (Rahlfs 661) ist eine Schriftrolle aus Konstantinopel, vermutlich im 10. Jahrhundert unter der Regierung des Kaisers Konstantin VII. entstanden. Sie stellt in einen horizontalen, zehn Meter langen friesartigen Bilderzyklus in Grisaille-Malerei 27 Szenen aus dem Buch Josua dar, zusammen mit kurzen Begleittexten aus diesem Buch. Die Darstellung konzentriert sich auf Josua als Heerführer, beginnend mit Kapitel 2 dieses alttestamentlichen Textes.
Das Manuskript befindet sich heute in der Biblioteca Apostolica Vaticana mit der Signatur Codex Vaticanus Palatinus Graecus 431 (Cod. Vat. Palat. gr. 431). Nach der Katalogisierung griechischer Bibelhandschriften nach A. Rahlfs erhielt die Handschrift das Siglum 661.
Die Grisaillien der Josua-Rolle wurden von mehreren Händen in mehreren Phasen erstellt. Die namentlich nicht bekannten Künstler werden der kaiserlich-byzantinischen Hofschule zugeordnet. In einer letzten Phase wurden die auf 15 aneinandergeklebten Pergamentblättern enthaltenen und im vorherrschenden griechisch-römischen Malstil erstellten Grisaillen teilweise koloriert. Die Form des Werkes, ein Rückgriff auf die antike Form des Buches in Form der Schriftrolle, ist sehr ungewöhnlich für die byzantinische Kunst.